# ドラゴンボールZ 伝説の超戦士たち
『ドラゴンボールZ 伝説の超戦士たち』（日本国外版：Dragon Ball Z: Legendary Super Warriors）は、2002年8月9日にバンプレストから発売されたゲームボーイカラー用カードバトルゲーム。
『ドラゴンボール』のゲームボーイ作品第3弾。

## 概要
アニメ『ドラゴンボールZ』を題材とするカードゲーム作品で、今作ではサイヤ人編、フリーザ編、人造人間・セル編、魔人ブウ編のストーリーをカードバトルで体験する。プレイヤーはマップやイベントなどで入手できるカードを使ってデッキを構築し、様々な敵と戦っていく。バトルはターンごとに攻守が入れ替わるタイプのターン制で、互いにカードを出し合いながら相手キャラクターを攻撃し、先に相手のライフをゼロにした方の勝ちとなる。また、通信ケーブルを利用したプレイにも対応しており、ゲーム内で特定の条件を満たすことでプレイヤー同士での対戦やカード交換もできるようになる。
1997年発売の『ドラゴンボール FINAL BOUT』から約5年の空白を経て発売された『ドラゴンボール』シリーズのゲーム作品であり、悟空と悟飯が一緒にかめはめ波を撃つCMも放送された。日本語版以外に、英語、フランス語、ドイツ語、スペイン語、イタリア語版が製作され、北米やヨーロッパなどの様々な国や地域で発売された。
『週刊ファミ通』713号におけるクロスレビューの点数は19点（40点満点）。カードゲームにしてはアクション要素が強く、ルールもわかりやすい点が評価されている一方でゲームバランスに関しては今一つとされる。

## ゲーム内容

### ストーリー
コミック18巻以降（ラディッツ戦後）の物語がベースになっているストーリーモード。基本的に悟飯視点で描かれているが、悟飯が不在の場合は悟空や他のキャラクターの視点でシナリオが進行する。大別すると、キャラクターの会話や探索を行うマップパートと、CPUキャラクターとのカードバトルを行うバトルパートに分かれる。ゲームクリア後はデータを引き継いだ状態で2周目が始まり、敵の強さや入手できるカードが変化する。また、戦闘に参加させるキャラクターの制限がなくなり、原作ではできなかった対戦を見ることも可能。なお、ストーリーモードでは「殺す」→「倒す」、「殺した」→「命を奪った」など原作の台詞が一部変更されている。ストーリーは全30話＋番外編2話（特定の条件を満たすことにより追加）。
- 其之一 師匠は大魔王! 悟飯のツライ修行
- 其之二 サイヤ人の猛威! 悟飯決死の戦い
- 其之三 限界を超えた戦い! 悟空対ベジータ
- 其之四 奇跡を起こせ! サイヤ人孫悟飯
- 其之五 飛び出せ宇宙へ! 希望のナメック星
- 其之六 猛攻リクーム! 悪くて強い奴
- 其之七 赤と青の光球! 迫るジースとバータ
- 其之八 ついに直接対決!! ギニュー隊長登場
- 其之九 超決戦の幕開けだ!! おめえだけは倒す
- 其之十 勝つのはオレだ! フリーザ最終決戦
- 其之十一 迫る運命の日! 未来を変える戦い
- 其之十二 気配をもたぬ兵器! 恐怖の人造人間現る
- 其之十三 20号の不敵な笑い ドクター・ゲロの秘密
- 其之十四 不吉な予感! 新たなる恐怖の影
- 其之十五 歩く超破壊兵器!! 悟空に迫る人造人間
- 其之十六 悟空と悟飯… ヒーロー親子の超修行
- 其之十七 セルに挑む者たち!! 決戦の幕開け
- 其之十八 怒れ悟飯! 目覚める力
- 其之十九 最強を継ぐ者… その名は悟飯
- 其之二十 悟空から悟飯へ… 父の魂はつたわった
  - 番外編1 もう一つの結末 未来はオレが守る
  - 番外編2 未来に平和を…トランクス最後の戦い
- 其之二十一 悟空も復活!? 天下一武道会出場
- 其之二十二 うれしさ百万倍! 少年王者決定!!
- 其之二十三 黒幕登場!! 悪の魔導士バビディ
- 其之二十四 戦士の決意!! オレが始末をつける
- 其之二十五 打倒魔人ブウ!! 悟飯と悟天の猛特訓
- 其之二十六 特訓成功!! 魔人ブウも終わり?
- 其之二十七 まさにグレート!! 新生悟飯地球へ
- 其之二十八 ブウの頭脳プレー!? 衝撃のパワーアップ
- 其之二十九 全宇宙のために… よみがえった孫悟空
- 其之三十 未来をつかめ!! 宇宙をかけた大決戦

### つうしん
ある程度ゲームを進めることで追加される新モード。通信ケーブルによる対戦・カード交換が可能。
モード追加後にデータを消去したりゲームを最初から始めたりした場合は項目が消滅するので、再び特定の段階までゲームを進める必要がある。

### バトル
ゲームクリア後に追加される新モード。ランダムで選ばれるCPUキャラクターとのエンドレスバトルで、プレイヤーが敗北するまで続けられる。勝利すると経験値が入手でき、2連勝後からは相手キャラクターによって設定されている特定のカードを2つのうちの1つを選択して入手できる。さらに、10連勝以降は選択できるカードが3種類に増えるほか、ここでしか手に入らないレアカードも存在する。
『つうしん」と同様に、データを消去した場合は再度ゲームをクリアするまでプレイできなくなる。

## デッキ
初期デッキは第一話の選択肢で「だげきデッキ」と「こうせんデッキ」のどちらかを選んで手に入れる。また、このときに選んだデッキタイプによって、その後ストーリーモードで入手できるカードの傾向が若干変化する。
デッキは計20枚のカードで構築され、同じカードを入れられるのは3枚まで。また、バトル中にカードが尽きた場合でも、どちらかのライフが0になるまでゲームが続けられる。

### キャラクタカード
プレイヤーキャラクターとして戦闘を行うカードで、キャラクターによってステータスや使用できる技が異なる。
ステータスには「ライフ」「ちから」「き」「はやさ」の4つの項目があり、「ちから」と「き」はそれぞれ「だげきわざ」と「こうせんわざ」の威力に関係し、「はやさ」は回避率や命中率に影響する。「ライフ」はキャラクターの生命力で、これが0になると戦闘不能になりバトルに敗北する。
キャラクタカードは戦闘で一定量の経験値を入手することで最高レベル5までレベルアップし、先述した4つのステータスのどれか1つを選んで強化することができる。
キャラクターの中には「スーパーサイヤ人」や「かみさま」などへの進化が可能な者も存在し、特定の条件を満たすことで使用できるようになる。進化時はステータスに特定の数値が加算され、使用できる技が変化する場合もある。なお、進化後も意図的に進化前の状態を選択することも可能である。
げんていわざ
キャラクタカードには、最大3つ（一部のキャラクターは2つ）まで特定の技カードをげんていわざ（限定技）としてセットすることができる。
セットできる技はそのキャラクタカードが使用できる限定技対応カードだけであり、共有技専用のカードはセットできない。限定技にセットしたカードは「きあいため」状態であれば該当カードが手札になくても使用でき、何度でも使用可能（使ってもなくならない）という特徴を持つ。

### 技カード
「コマンド」「だげき」「こうせん」「ぼうぎょ」「ほじょ」の5つの種類が存在する。カードによって効果や使用時の消費コストが異なる。
コマンド技
アタックフェーズ時のみ使用可能。「3だんこうげき」から「6だんこうげき」まで存在する。発動時に表示される「A」や「上」などのボタン入力を制限時間内に行うことで、相手にダメージを与えるだけでなく成功したボタン数と同じ数だけカードコストを入手できる。「だげき技」や「こうせん技」と比べて与えるダメージは少ないものの、カードコストを消費しない点や全てのキャラが使用可能というのも特徴である。
コマンド入力に失敗した場合は相手の反撃に遭い、コストの入手やダメージを与えることはできなくなるが、画面にボタンのアイコンが表示された瞬間にタイミングよく特定のボタンを押せばミスをフォローすることができる。Bボタンを押せば攻撃を1回分成功したことにして攻撃を継続、Aボタンを押せば攻撃を中断し、それ以前に成功していた分のコストやダメージを確保することができる。
だげき技
アタックフェーズ時のみ使用可能。肉弾戦による攻撃が多く、「ちから」の数値が高いほど威力が上昇する。「ナッパスラッシャー」「セルコンビネーション」など特定のキャラクター専用のオリジナル技が多いのが特徴。
また、一部の技は「とくしゅだげき」と呼ばれ、「だげきかいひ」ではなく特定の「こうせんかいひ」タイプの技でしか回避できないものも存在する。
こうせん技
アタックフェーズ時のみ使用可能。飛び道具を放つ攻撃が多く、「き」の数値が高いほど威力が上昇する。「かめはめは」「きえんざん」など1つの技に対して複数のキャラクターが使える場合が多いのが特徴。
ぼうぎょ技
ディフェンスフェーズ時のみ使用可能。相手の攻撃に対して使用することでダメージを軽減したり、特定の攻撃を回避または妨害したりする技のこと。「さける」「しょうげきは」などの基本技は全てのキャラクターが使用できるものの、げんていわざにセットすることはできない。また、相手の放った「こうせん技」を吸収して自身のライフを回復させる「エネルギーきゅうしゅう」もこの中に分類される。
ほじょ技
アタックフェーズ＆ディフェンスフェーズどちらでも使用可能だが、使用するフェーズによって効果が変化するものも存在する。自身や相手のステータスを変化させる「トランクスのけん」や「かいおうしん」、アタックフェーズでは相手に固定ダメージを与え、ディフェンスフェーズではダメージを軽減する「テンシンハン」や「サタンのチョコレート」など、上記以外のほぼ全ての技が分類されており、様々な効果を持つ。「さいせい」や「おおごえ」などのキャラクター固有の技以外は、基本的にげんていわざにセットすることはできない。

## 対戦
プレイヤーはバトルを行うキャラクタカードを選択し、構築したデッキを使いアタックフェーズとディフェンスフェーズを交互に繰り返し（1ターンずつ）戦う。
カードは手札から直接使用する以外にも、全キャラクターにデフォルトで設定されているものや「きあいため」時であれば限定技としてセットしたカードから選ぶこともできる。また、手札にあるカードは一度使用するとそのバトル中は使用できなくなるが、限定技にセットしたものなどはバトル中何度でも使うことができる。
カードの使用には基本的に「カードコスト」と呼ばれるポイントが必要であり、カードコストは自身のアタックフェーズが回ってくるたびに若干量入手できるほか、コマンド技を成功させた場合や、自身の「ライフ」が減少し、特定の数値を下回った際などにも入手できる。
基本的にバトルは1対1で行われるが、ストーリーモードでの一部のシナリオや、プレイヤー同士の通信対戦時には2対2のチームバトルが行われることもある。チームバトルの場合でも基本的な流れは通常のものと同じだが、相手キャラクターを倒しても即座に控えキャラクターが登場するため、相手キャラクター2体両方を倒した時点で勝利となる。また、チームバトルでは特定のキャラクターが戦闘に参加していないと使用出来ない「タッグ技」の使用可能になる。
いどう
アタックフェーズとディフェンスフェーズどちらのときでも可能。相手との「距離」と「高さ」を変更する。
相手との距離が近ければ近いほど自身の攻撃力が上がり、コマンド技の入力猶予時間が長くなる。逆に、相手から遠ければ遠いほど自身の防御力が上がるが、コマンド技の入力猶予時間が短くなる。また、空中にいると打撃技に対する防御力が上がり、地上にいると光線技に対する防御力が上がる。
3だんこうげき（4だんこうげき）
アタックフェーズ時のみ可能。通常時はコマンド技「3だんこうげき」を、きあいため時にはコマンド技「4だんこうげき」を繰り出す。
全キャラクターがデフォルトで使用可能な唯一の攻撃手段で、主にカードコストを入手するのに使用する。手札がなくても使うことができ、何度使ってもなくならないが性能は低い。
きあいため
アタックフェーズ時のみ可能。次の2ターンの間、気を溜めた状態になる。
気を溜めた状態では限定技の使用が可能になるほか、「ちから」と「き」が若干上昇し、デフォルトで使用できるコマンド技がパワーアップする効果がある。
ぼうぎょ
ディフェンスフェーズ時のみ可能。身構えて相手の攻撃に備える。
相手のどんな攻撃に対してでも、わずかだがダメージを軽減することができる。
こうたい
チームバトル時のアタックフェーズにのみ可能。控えキャラクターとバトルを行うキャラクターを交代する。
控えキャラクターがいない場合、もしくは控えキャラクターの「ライフ」がゼロになっていた場合は当然使用できない。

## キャラクター
番号はゲーム内のカードナンバー順。28 - 30は空白だが存在する。
進化が可能なキャラクターには無進化時の状態を暫定的に（初期状態）と表記。

### 味方キャラクター
1. 孫悟飯（少年）
ノーマル（初期状態）→スーパーサイヤ人→スーパーサイヤ人2
サイヤ人編からセル編終了時までの悟飯。「き」以外のステータスは低めだが、味方キャラクターの中では最も早い段階で二段階の進化ができるようになる。「おやこかめはめは」はチームバトル時に悟空と組んだときだけ使用可能。
- 主な使用技は、「ませんこう」、「フライハイシュート」、「しっぽ」など。

2. ピッコロ
ノーマル（初期状態）→かみさま→だいまおう
「はやさ」が低いが、「き」の数値が高い。原作では使用していなかった「ませんこう」を使うことができる。「だいまおう」は2周目以降でないと進化できないが、進化時は「スーパーサイヤ人3」並のパワーアップが可能。
- 主な使用技は、「げきれつこうだん」、「ソニックキック」、「さいせい」など。

3. クリリン
初期ステータスは孫悟飯（少年）とほぼ同じだが、悟飯よりも「ライフ」と「ちから」がわずかに高い。ベジットを除くと、味方キャラクターの中で唯一進化ができないキャラクターだが、専用の光線技を多く持つ。
- 主な使用技は、「かくさんきこうは」、「たいようけん」、「ちょうきえんざん」など。

4. 孫悟空
ノーマル（初期状態）→スーパーサイヤ人→スーパーサイヤ人2→スーパーサイヤ人3
「き」の数値が若干高い以外は標準的なステータスだが、最高三段階の進化が可能。また、使用できる技が非常に多く、攻守共に隙がない。「げんきだま」は「スーパーサイヤ人」以降の状態でも使用可能。
- 主な使用技は、「ソリッドシュート」、「かいおうけん」、「しゅんかんいどう」など。

5. ベジータ
ノーマル（初期状態）→スーパーサイヤ人→はかいおうじ
バランスの取れた標準的なステータスを持つ。オリジナル技を多く持つが、その全てが光線技という珍しいキャラクター。「はかいおうじ」時に使うことのできる「じばく」は全技中最高の威力を誇るが、技後は自身のライフが1になってしまう。
- 主な使用技は、「きえんざん」、「ギャリック砲」、「ファイナルフラッシュ」など。

6. 孫悟飯（青年）
スーパーサイヤ人（初期状態）→スーパーサイヤ人2→さいきょうのせんし
初期状態は「スーパーサイヤ人」だが、ステータスはアップしない。
初期ステータスが孫悟飯（少年）よりも若干上昇しており、使用できる技も一部変更されている。「さいきょうのせんし」は「スーパーサイヤ人3」に匹敵するパワーアップ値を誇るが、唯一のオリジナル技「フライハイシュート」が使用不能になる。
- 主な使用技は、「ませんこう」、「かめはめは」、「ちょうかめはめは」など。

7. トランクス（青年）
ノーマル（初期状態）→スーパーサイヤ人
ベジータとほぼ同じステータスだが、ベジータよりも「ちから」が低く「き」が高い。自身のオリジナル技以外に「ませんこう」が使用可能。また、ゲーム内の番外編では主人公を務める。
- 主な使用技は、「バーニングアタック」、「ライジングキック」、「フィニッシュバスター」など。

8. 孫悟天
ノーマル（初期状態）→スーパーサイヤ人
「はやさ」を筆頭に全体的にステータスが低いが、早い段階から「スーパーサイヤ人」への進化が可能。「かめはめは」は使用できないが、「かめはめは」よりも若干威力の高いオリジナル技「かめかめは」を使用可能。使用できる技が非常に少ない。
- 主な使用技は、「かめかめは」、「ちょうかめはめは」など。

9. トランクス（少年）
ノーマル（初期状態）→スーパーサイヤ人
孫悟天より若干「ちから」が高く、「き」が低い以外はほぼ同じステータス。技の構えやモーションは異なるが、トランクス（青年）の一部の技を使用することができる。
- 主な使用技は、「バーニングアタック」、「フラッシュパンチアタック」、「フィニッシュバスター」など。

10. ゴテンクス
スーパーサイヤ人（初期状態）→スーパーサイヤ人3
初期状態は「スーパーサイヤ人」だが、ステータスはアップしない。
「はやさ」が若干高い以外は標準的なステータス。「スーパーサイヤ人2」には進化できないため「スーパーサイヤ人3」に進化して初めて真価を発揮する。数少ないタッグ技である「げきとつバレーボール」を使用可能。
- 主な使用技は、「ギャラクティカドーナツ」、「S・G・K・A」、「おおごえ」など。

11. ベジット
スーパーサイヤ人（初期状態）
初期状態は「スーパーサイヤ人」だが、ステータスはアップしない。
進化はできないが全てのステータスが非常に高く、「ちから」「き」の初期値は全キャラクター中最高。自身のオリジナル技に加え、孫悟空とベジータの一部の技を使用することができる。
- 主な使用技は、「アトミックブレイクコンビ」、「フラッシュソードアタック」、「バリヤー」など。

### 敵キャラクター
基本的に使用できるようになるのは、2周目からである。
12. ナッパ
バランスの取れたステータスを持ち、「き」より「ちから」の数値の方が高い珍しいキャラクター。
- 主な使用技は、「きこうだん」、「ナッパスラッシャー」、「ライトニングキャノン」など。

13. グルド
「ちから」を筆頭に全体的にステータスが低いが、オリジナル技を多く持つ。相手のコマンド技を妨害する防御技「タイムストップ」が地味だが強力。
- 主な使用技は、「かいおんぱ」、「サイコキネシス」、「かなしばりのじゅつ」など。

14. リクーム
「ライフ」「ちから」が高いが「き」の初期値は全キャラクター中最低。魔人ブウ以外で唯一相手の光線技を無効化する防御技「ブレス」が使えるキャラクター。
- 主な使用技は、「ブレス」、「リクームイレイザーガン」、「R・F・B・A」など。

15. ジース
バータよりも「ライフ」と「き」が高く、「ちから」と「はやさ」で劣る。チーム戦で、バータと組んだときにだけ使えるタッグ技が存在する。
- 主な使用技は、「クラッシャーボール」、「パープルコメット」、「パープルコメットゼット」など。

16. バータ
バランスの取れたステータスを持つ。「はやさ」の初期値は全キャラクター中最高で、バトル中に「はやさ」を上昇させるオリジナル技「スピードアップ」も使用可能。
- 主な使用技は、「マッハアタック」、「スピードアップ」、「パープルコメット」など。

17. ギニュー
ノーマル（初期状態）→悟空
「き」が高く、他のステータスも総合的に高い。オリジナル技である「ボディチェンジ」は相手のライフを半分にする効果を持つ。悟空へ進化すると、孫悟空の一部の技が使用可能になるが、ステータスがほとんどアップしない上に「ボディチェンジ」が使用不能になる。
- 主な使用技は、「ダイナマイトパンチ」、「ボディチェンジ」、「ちょうかめはめは」など。

18. フリーザ
ギニューとほとんどステータスは変わらないが、ギニューより「ちから」が高く「き」が低いためバランスが取れている。進化はできず、使用できるのは悟空と戦ったときの第四形態（最終形態）のみ。使用可能な技が豊富。
- 主な使用技は、「ゆびビーム」、「グランドウェイブ」、「スーパーダッシュエルボー」など。

19. 16号
「きんきゅうていしそうち」を使用できず、相手に使われると大ダメージを受ける。
「ちから」と「き」が同値という珍しいキャラクターで、「ライフ」の高さはベジットと並んで最高値を誇る。強力なオリジナル技を持つが、どちらも命中率が低いのが難点。
- 主な使用技は、「ロケットパンチ」、「ヘルズフラッシュ」、「ロックオン」など。

20. 17号
「きんきゅうていしそうち」を使用できず、相手に使われると大ダメージを受ける。
フリーザとステータスがまったく同じで、全ステータスが満遍なく高い。18号と違って「バリヤー」が使用可能な分、防御面に優れる。
- 主な使用技は、「クレイジーラッシュ」、「エネルギーウェイブ」、「バリヤー」など。

21. 18号
「きんきゅうていしそうち」を使用できず、相手に使われると大ダメージを受ける。
17号に似たステータスだが、17号よりも「ちから」で劣る分、「き」に特化している。「きえんざん」は使えないが、オリジナル技として「エネルギーざん」が使用可能。
- 主な使用技は、「エネルギーざん」、「アタックナンバー18」、「エネルギーウェイブ」、など。

22. 19号
「きんきゅうていしそうち」を使用できず、相手に使われると大ダメージを受ける。
げんていわざセット可能数が2つまでしかない。
ステータスは全体的に低めだが、数少ない吸収系の技を持つのが特徴。
- 主な使用技は、「せいたいきゅうしゅう」、「エネルギーきゅうしゅう」、「ちょうエネルギーボール」など。

23. 20号
「きんきゅうていしそうち」を使用できず、相手に使われると大ダメージを受ける。
げんていわざセット可能数が2つまでしかない。
使用技やステータスは19号とほぼ同じだが、「ライフ」が高い分、完全な上位互換キャラクターになっている。原作では明言されていなかったが、今作では自身も「きんきゅうていしそうち」の効果を受ける。
- 主な使用技は、「せいたいきゅうしゅう」、「エネルギーきゅうしゅう」、「アイビーム」など。

24. セル
だい1けいたい（初期状態）→だい2けいたい→かんぜんたい
「き」の数値が高い。悟空やピッコロ、フリーザの一部の技が使用可能で、進化するにつれて使用できる技がさらに増える。設定上は人造人間だが、「きんきゅうていしそうち」の効果を受けない。
- 主な使用技は、「セルコンビネーション」、「ゆびビーム」、「しゅんかんいどう」など。

25. セルジュニア
「ライフ」と「ちから」は低めだが、「き」と「はやさ」の数値が高い。セル同様、他のキャラクターの一部の技を使用可能なほか、「きんきゅうていしそうち」の効果も受けない。原作では使用していないが「バリヤー」も使用可能。
- 主な使用技は、「ステップアップアタック」、「ちょうかめはめは」、「まかんこうさっぽう」など。

26. まじんブウ
フリーザや17号よりも全ステータスが低いが、バランスのいいステータスを誇る。「おやつこうせん」は比較的高い威力を持つが特殊効果はない。「ハラのにくのこうげき」や「にくのガード」は自身のオリジナル技で、まじんブウ（悪）は使用できない。
- 主な使用技は、「ハラのにくのこうげき」、「クラッシャーブウ」、「にくのガード」など。

27. まじんブウ（悪）
あく（初期状態）→ゴテンクス→悟飯→じゅんすいあく
「あく」の状態だと、まじんブウよりもステータスは低めだが、進化することで大幅なパワーアップが可能。「じゅんすいあく」の状態は「ゴテンクス」や「悟飯」よりも基本ステータスは劣るが、「はやさ」が大幅にアップする。
- 主な使用技は、「クラッシャーブウ」、「ちょうかめはめは」、「おおごえ」など。

28. （空白）
29. （空白）
30. （空白）